# Röda halvmånen

Röda halvmånen

Röda halvmånen är Röda korsets motsvarighet i muslimska länder. Båda arbetar med humanitärt hjälparbete och är del av samma organisation, Internationella Rödakors- och rödahalvmånefederationen. 
Den röda halvmånen antogs först 1929 men användes redan under slutet av 1800-talet när det Osmanska riket bestämde sig för att använda en halvmåne i stället för ett kors under kriget på Balkan år 1876. 
Ungefär 30 länder använder den röda halvmånen. Ibland uppfattas korset och halvmånen ha religiös, kulturell eller politisk betydelse, även om så inte är fallet.